# World Cup of Hockey 2016
Der World Cup of Hockey 2016 war ein Eishockeyturnier für Nationalmannschaften, das vom 17. September bis zum 29. September 2016 im Air Canada Centre im kanadischen Toronto ausgetragen wurde. Dabei handelte es sich nach 1996 und 2004 um die dritte Austragung des gleichnamigen Wettbewerbs. Die offiziellen Ausrichter waren die nordamerikanische Profiliga National Hockey League und die Spielergewerkschaft National Hockey League Players’ Association (NHLPA).
Die kanadische Auswahl verteidigte ihren Titel aus dem Jahre 2004 mit einem 2:0-Erfolg über das Team Europa in einem Best-of-Three-Finale. Zudem stellte sie in Sidney Crosby den Topscorer und wertvollsten Spieler des Turniers.

## Teilnehmer
Das Teilnehmerfeld bestand aus den besten sechs Teams der IIHF-Weltrangliste nach der Weltmeisterschaft 2015 sowie zwei national gemischten Mannschaften, dem Team Europa und dem Team Nordamerika. Das Team Europa bestand aus europäischen Spielern, deren Nationen mit keiner eigenen Nationalmannschaft am World Cup of Hockey teilnahmen. Das Team Nordamerika wiederum setzte sich aus Spielern aus Kanada und den Vereinigten Staaten, die am Stichtag, dem 1. Oktober 2016, maximal 23 Jahre alt waren, zusammen.
| 5 aus Europa      | Finnland                                                             | Finnland                                                             | Russland   | Russland    | Schweden                       | Schweden                       |
| 5 aus Europa      | Tschechien                                                           | Tschechien                                                           | Tschechien | Team Europa | Team Europa                    | Team Europa                    |
| 3 aus Nordamerika | Kanada (World-Cup-Sieger 2004, Olympiasieger 2014, Weltmeister 2016) | Kanada (World-Cup-Sieger 2004, Olympiasieger 2014, Weltmeister 2016) | USA        | USA         | Team Nordamerika (U23-Auswahl) | Team Nordamerika (U23-Auswahl) |

## Modus
Die acht Teilnehmer wurden in zwei Gruppen mit je vier Mannschaften eingeteilt. In der Gruppenphase spielte jedes Team einmal gegen alle anderen Gruppenteilnehmer und absolvierte somit drei Spiele. Die jeweiligen Gruppenersten und -zweiten qualifizierten sich für das Halbfinale, das als K.-o.-Spiel ausgetragen wurde. Im Finale wiederum wurde eine Art Playoff-Serie mit maximal drei Spielen ausgespielt, sodass das Team, das zuerst zwei Siege verbuchte, den World Cup of Hockey gewann.
Das gesamte Turnier fand nach den offiziellen Regeln der National Hockey League (und nicht nach denen der IIHF) statt.

## Austragungsort
| \| Toronto \|                 |
| Austragungsort des World Cups |
| Toronto                       |

| Toronto |

## Kader
Die finalen Mannschaftskader wurden am 27. Mai 2016 bekanntgegeben. Die acht teilnehmenden Teams nominierten zuvor am 2. März 2016 ihre vorläufigen Kader mit jeweils 16 Spielern, die dann im Mai um sieben weitere Akteure ergänzt wurden. Insgesamt standen jeder Mannschaft drei Torhüter, sieben Verteidiger und 13 Angreifer zur Verfügung, wobei verletzungsbedingte Nachnominierungen vor Beginn des Turniers möglich waren.

## Vorbereitungsphase
Die acht Mannschaften starteten zwischen dem 4. und 5. September 2016 mit der Vorbereitung auf das Turnier. Ab dem 8. September begannen die Vorbereitungsspiele in den jeweiligen Trainingslagern der Teams. Insgesamt waren in einem Zeitraum bis zum 14. September zwölf Testspiele angesetzt, so dass jede Mannschaft drei Spiele im Rahmen der Vorbereitung bestritt.
Mit Ausnahme des Team Europa, das wie das Team Nordamerika seine Spiele in den franko-kanadischen Metropolen Québec City und Montréal bestritt, bereiteten sich die vier europäischen Teams zunächst in ihren Heimatländern vor und absolvierten dort jeweils ein Testspiel sowie ein weiteres in dem des jeweiligen Gegners. Anschließend reisten sie über die Ostküste der Vereinigten Staaten, wo in Washington, D.C. und Pittsburgh weitere Testspiele angesetzt waren, nach Toronto an.
| 8. September 2016 19:00 Uhr (Ortszeit) | 0 | Finnland Aleksander Barkov (34:40) Mikael Granlund (55:01) Olli Määttä (64:17) | 3:2 n. V. (0:0, 1:1, 1:1, 1:0) Spielbericht | Schweden Loui Eriksson (35:29) Carl Söderberg (49:42) | Hartwall Arena, Helsinki, Finnland Zuschauer: 11.634 |

| 8. September 2016 19:30 Uhr | 0 | Russland Artemi Panarin (18:29) Wladimir Tarassenko (25:22) Nikita Kutscherow (28:38) Jewgeni Dadonow (48:48) | 4:3 (1:1, 2:0, 1:2) Spielbericht | Tschechien Michal Kempný (3:54) Martin Hanzal (46:48) Tomáš Plekanec (57:14) | Jubileiny-Sportkomplex, Sankt Petersburg, Russland Zuschauer: 7.012 |

| 8. September 2016 20:00 Uhr | 9. September 2016 2:00 Uhr (MESZ) | Team Europa | 0:4 (0:0, 0:3, 0:1) Spielbericht | Team Nordamerika Nathan MacKinnon (23:52) Ryan Nugent-Hopkins (26:22) Johnny Gaudreau (28:34) Nathan MacKinnon (51:52) | Centre Vidéotron, Québec City, Québec, Kanada Zuschauer: 18.005 |

| 9. September 2016 19:00 Uhr | 10. September 2016 1:00 Uhr | USA Zach Parise (16:56) Patrick Kane (18:01) Joe Pavelski (35:54) Derek Stepan (58:39) | 4:2 (2:0, 1:1, 1:1) Spielbericht | Kanada Patrice Bergeron (33:24) Drew Doughty (45:21) | Nationwide Arena, Columbus, Ohio, USA Zuschauer: 17.791 |

| 10. September 2016 16:30 Uhr | 0 | Tschechien Tomáš Plekanec (58:49) Aleš Hemský (PS) | 2:1 n. P. (0:0, 0:0, 1:1, 0:0, 1:0) Spielbericht | Russland Nikita Kutscherow (41:04) | O₂ Arena, Prag, Tschechien Zuschauer: 13.848 |

| 10. September 2016 18:00 Uhr | 0 | Schweden Loui Eriksson (8:56) Loui Eriksson (18:06) Patric Hörnqvist (33:55) Nicklas Bäckström (51:54) Patric Hörnqvist (54:45) Filip Forsberg (57:53) | 6:3 (2:0, 1:2, 3:1) Spielbericht | Finnland Rasmus Ristolainen (36:53) Mikko Koivu (39:58) Erik Haula (56:34) | Scandinavium, Göteborg, Schweden Zuschauer: 12.044 |

| 10. September 2016 19:00 Uhr | 11. September 2016 1:00 Uhr | Kanada Logan Couture (11:14) John Tavares (13:25) Jay Bouwmeester (15:38) Matt Duchene (32:11) John Tavares (48:01) | 5:2 (3:1, 1:1, 1:0) Spielbericht | USA Ryan McDonagh (16:35) John Carlson (20:38) | Canadian Tire Centre, Kanata, Ontario, Kanada Zuschauer: 18.687 |

| 11. September 2016 18:00 Uhr | 12. September 2016 0:00 Uhr | Team Nordamerika Aaron Ekblad (5:20) Dylan Larkin (6:27) Aaron Ekblad (7:19) Morgan Rielly (10:22) Johnny Gaudreau (15:54) Johnny Gaudreau (51:29) Dylan Larkin (59:46) | 7:4 (5:1, 0:2, 2:1) Spielbericht | Team Europa Pierre-Édouard Bellemare (8:55) Marián Gáborík (24:50) Marián Gáborík (39:14) Frans Nielsen (48:17) | Centre Bell, Montréal, Québec, Kanada Zuschauer: 17.243 |

| 13. September 2016 19:00 Uhr | 14. September 2016 1:00 Uhr | USA T. J. Oshie (1:08) Ryan Kesler (23:37) Derek Stepan (25:34) | 3:2 (1:0, 2:0, 0:2) Spielbericht | Finnland Patrik Laine (51:22) Jussi Jokinen (55:27) | Verizon Center, Washington, D.C., USA Zuschauer: 15.653 |

| 14. September 2016 15:30 Uhr | 14. September 2016 21:30 Uhr | Team Nordamerika Shayne Gostisbehere (48:58) Auston Matthews (50:57) | 2:3 (0:1, 0:0, 2:2) Spielbericht | Tschechien Ondřej Palát (10:08) Radek Faksa (47:16) Tomáš Plekanec (51:50) | Consol Energy Center, Pittsburgh, Pennsylvania, USA Zuschauer: nicht bekannt |

| 14. September 2016 19:00 Uhr | 15. September 2016 1:00 Uhr | Team Europa Leon Draisaitl (8:53) Tomáš Tatar (22:48) Leon Draisaitl (34:31) Thomas Vanek (45:01) Leon Draisaitl (46:46) Anže Kopitar (59:28) | 6:2 (1:0, 2:1, 3:1) Spielbericht | Schweden Daniel Sedin (37:07) Patric Hörnqvist (55:09) | Verizon Center, Washington, D.C., USA Zuschauer: 13.523 |

| 14. September 2016 19:30 Uhr | 15. September 2016 1:30 Uhr | Kanada Patrice Bergeron (8:49) John Tavares (53:58) Ryan Getzlaf (63:29) | 3:2 n. V. (1:0, 0:0, 1:2, 1:0) Spielbericht | Russland Alexander Owetschkin (43:40) Artemi Panarin (47:25) | Consol Energy Center, Pittsburgh, Pennsylvania, USA Zuschauer: 12.332 |

## Gruppenphase
Die Gruppenphase begann am 17. September 2016 mit der Auftaktpartie zwischen dem Team Europa und den USA in der Gruppe A. Die Gruppe B startete einen Tag später mit dem Spiel zwischen Russland und Schweden. Ihren Abschluss fand die Vorrunde am 22. September mit dem Spiel zwischen Tschechien und den Vereinigten Staaten.

### Gruppe A
| 17. September 2016 15:30 Uhr (Ortszeit) | 17. September 2016 21:30 Uhr (MESZ) | Team Europa Marián Gáborík (4:19) Leon Draisaitl (24:02) Pierre-Édouard Bellemare (38:32) | 3:0 (1:0, 2:0, 0:0) Spielbericht | USA | Air Canada Centre, Toronto Zuschauer: 18.959 |

| 17. September 2016 20:00 Uhr | 18. September 2016 2:00 Uhr | Kanada Sidney Crosby (8:26) Brad Marchand (17:08) Patrice Bergeron (19:59) Joe Thornton (27:22) Jonathan Toews (34:45) Alex Pietrangelo (52:41) | 6:0 (3:0, 2:0, 1:0) Spielbericht | Tschechien | Air Canada Centre, Toronto Zuschauer: 18.978 |

| 19. September 2016 15:00 Uhr | 19. September 2016 21:00 Uhr | Tschechien Jakub Voráček (33:28) Martin Hanzal (48:31) | 2:3 n. V. (0:0, 1:1, 1:1, 0:1) Spielbericht | Team Europa Zdeno Chára (30:05) Mats Zuccarello (42:17) Leon Draisaitl (62:06) | Air Canada Centre, Toronto Zuschauer: 8.574 |

| 20. September 2016 20:00 Uhr | 21. September 2016 2:00 Uhr | Kanada Matt Duchene (5:51) Corey Perry (6:05) Matt Duchene (12:07) Patrice Bergeron (28:50) | 4:2 (3:1, 1:0, 0:1) Spielbericht | USA Ryan McDonagh (4:22) T. J. Oshie (57:28) | Air Canada Centre, Toronto Zuschauer: 19.106 |

| 21. September 2016 20:00 Uhr | 22. September 2016 2:00 Uhr | Kanada Sidney Crosby (4:01) Jonathan Toews (19:05) Jonathan Toews (34:48) Logan Couture (57:33) | 4:1 (2:0, 1:1, 1:0) Spielbericht | Team Europa Marián Hossa (24:38) | Air Canada Centre, Toronto Zuschauer: 18.926 |

| 22. September 2016 20:00 Uhr | 23. September 2016 2:00 Uhr | Tschechien Zbyněk Michálek (12:44) Milan Michálek (26:03) Andrej Šustr (36:50) Milan Michálek (37:29) | 4:3 (1:1, 3:1, 0:1) Spielbericht | USA Joe Pavelski (14:28) Justin Abdelkader (34:13) Ryan McDonagh (42:22) | Air Canada Centre, Toronto Zuschauer: 11.987 |

| Pl. |             | Sp | S | N | OTN | Tore  | Punkte |
| 1.  | Kanada      | 3  | 3 | 0 | 0   | 14:03 | 6      |
| 2.  | Team Europa | 3  | 2 | 1 | 0   | 07:06 | 4      |
| 3.  | Tschechien  | 3  | 1 | 1 | 1   | 06:12 | 3      |
| 4.  | USA         | 3  | 0 | 3 | 0   | 05:11 | 0      |

Abkürzungen: Pl. = Platz, Sp = Spiele, S = Siege (auch nach Verlängerung (Overtime) oder Penaltyschießen), N = Niederlagen, OTN = Niederlagen nach Verlängerung oder Penaltyschießen

Erläuterungen: Qualifikant für das Halbfinale

### Gruppe B
| 18. September 2016 15:00 Uhr (Ortszeit) | 18. September 2016 21:00 Uhr (MESZ) | Russland Alexander Owetschkin (59:27) | 1:2 (0:0, 0:2, 1:0) Spielbericht | Schweden Gabriel Landeskog (30:41) Victor Hedman (32:52) | Air Canada Centre, Toronto Zuschauer: 18.966 |

| 18. September 2016 20:00 Uhr | 19. September 2016 2:00 Uhr | Finnland Valtteri Filppula (55:53) | 1:4 (0:1, 0:3, 1:0) Spielbericht | Team Nordamerika Jack Eichel (5:03) Johnny Gaudreau (25:27) Jonathan Drouin (27:27) Nathan MacKinnon (34:37) | Air Canada Centre, Toronto Zuschauer: 19.029 |

| 19. September 2016 20:00 Uhr | 20. September 2016 2:00 Uhr | Team Nordamerika Auston Matthews (5:14) Morgan Rielly (37:56) Ryan Nugent-Hopkins (43:01) | 3:4 (1:0, 1:4, 1:0) Spielbericht | Russland Wladislaw Namestnikow (29:29) Nikita Kutscherow (30:19) Jewgeni Kusnezow (33:37) Wladimir Tarassenko (35:43) | Air Canada Centre, Toronto Zuschauer: 19.078 |

| 20. September 2016 15:00 Uhr | 20. September 2016 21:00 Uhr | Finnland | 0:2 (0:0, 0:1, 0:1) Spielbericht | Schweden Anton Strålman (29:57) Loui Eriksson (59:57) | Air Canada Centre, Toronto Zuschauer: 11.604 |

| 21. September 2016 15:00 Uhr | 21. September 2016 21:00 Uhr | Team Nordamerika Auston Matthews (0:30) Vincent Trocheck (1:35) Johnny Gaudreau (13:57) Nathan MacKinnon (64:10) | 4:3 n. V. (3:2, 0:0, 0:1, 1:0) Spielbericht | Schweden Filip Forsberg (8:24) Nicklas Bäckström (16:18) Patrik Berglund (46:50) | Air Canada Centre, Toronto Zuschauer: 19.104 |

| 22. September 2016 15:00 Uhr | 22. September 2016 21:00 Uhr | Finnland | 0:3 (0:0, 0:2, 0:1) Spielbericht | Russland Wladimir Tarassenko (23:42) Iwan Telegin (25:01) Jewgeni Malkin (43:39) | Air Canada Centre, Toronto Zuschauer: 12.098 |

| Pl. |                  | Sp | S | N | OTN | Tore | Punkte |
| 1.  | Schweden         | 3  | 2 | 0 | 1   | 07:5 | 5      |
| 2.  | Russland         | 3  | 2 | 1 | 0   | 08:5 | 4      |
| 3.  | Team Nordamerika | 3  | 2 | 1 | 0   | 11:8 | 4      |
| 4.  | Finnland         | 3  | 0 | 3 | 0   | 01:9 | 0      |

Abkürzungen: Pl. = Platz, Sp = Spiele, S = Siege (auch nach Verlängerung (Overtime) oder Penaltyschießen), N = Niederlagen, OTN = Niederlagen nach Verlängerung oder Penaltyschießen

Erläuterungen: Qualifikant für das Halbfinale

## Finalrunde
Die Finalrunde mit den beiden Halbfinalspielen sowie der Finalserie, die im Modus Best-of-Three ausgetragen wurde, startete nach zweitägiger Pause am 24. September mit dem ersten Halbfinale. Das zweite Halbfinalspiel war für den 25. September angesetzt. Die Finalserie begann am 27. September und dauerte bis zum 29. September an.
|  | Halbfinale | Halbfinale  | Halbfinale  |   |    | Finale   | Finale | Finale | Finale |
|  |            |             |             |   |    |          |        |        |        |
|  | A1         | Kanada      | 5           |   |    |          |        |        |        |
|  | B2         | Russland    | 3           |   |    |          |        |        |        |
|  | B2         | Russland    | 3           |   | A1 | Kanada   | 3      | 2      |        |
|  |            |             |             |   | A1 | Kanada   | 3      | 2      |        |
|  |            | A2          | Team Europa | 1 | 1  |          |        |        |        |
|  | B1         | A2          | Team Europa | 1 | 1  | Schweden | 2      |        |        |
|  | B1         |             |             |   |    | Schweden | 2      |        |        |
|  | A2         | Team Europa | 3           |   |    |          |        |        |        |

### Halbfinale
| 24. September 2016 19:00 Uhr (Ortszeit) | 25. September 2016 1:00 Uhr (MESZ) | Kanada Sidney Crosby (7:40) Brad Marchand (37:36) Brad Marchand (41:16) Corey Perry (45:48) John Tavares (49:22) | 5:3 (1:0, 1:2, 3:1) Spielbericht | Russland Nikita Kutscherow (28:47) Jewgeni Kusnezow (36:24) Artemi Panarin (59:51) | Air Canada Centre, Toronto Zuschauer: 19.021 |

| 25. September 2016 13:00 Uhr | 25. September 2016 19:00 Uhr | Schweden Nicklas Bäckström (22:31) Erik Karlsson (55:28) | 2:3 n. V. (0:0, 1:1, 1:1, 0:1) Spielbericht | Team Europa Marián Gáborík (36:27) Tomáš Tatar (40:12) Tomáš Tatar (63:43) | Air Canada Centre, Toronto Zuschauer: 12.595 |

### Finale
Die Finalserie wurde im Modus Best-of-Three ausgetragen.
| 27. September 2016 20:00 Uhr (Ortszeit) | 28. September 2016 2:00 Uhr (MESZ) | Kanada Brad Marchand (2:33) Steven Stamkos (13:20) Patrice Bergeron (49:24) | 3:1 (2:0, 0:1, 1:0) Spielbericht Stand: 1:0 | Team Europa Tomáš Tatar (27:00) | Air Canada Centre, Toronto Zuschauer: 18.377 |

| 29. September 2016 20:00 Uhr | 30. September 2016 2:00 Uhr | Team Europa Zdeno Chára (6:26) | 1:2 (1:0, 0:0, 0:2) Spielbericht Stand: 0:2 | Kanada Patrice Bergeron (57:07) Brad Marchand (59:16) | Air Canada Centre, Toronto Zuschauer: 19.080 |

## Abschlussplatzierungen
| Pl. | Team             |
| 1   | Kanada           |
| 2   | Team Europa      |
| 3   | Schweden         |
| 4   | Russland         |
| 5   | Team Nordamerika |
| 6   | Tschechien       |
| 7   | USA              |
| 8   | Finnland         |

### Finalteilnehmer
| World-Cup-of- Hockey-Sieger Kanada | Patrice Bergeron, Jay Bouwmeester, Brent Burns, Logan Couture, Corey Crawford, Sidney Crosby, Drew Doughty, Matt Duchene, Ryan Getzlaf, Claude Giroux, Braden Holtby, Brad Marchand, Jake Muzzin, Ryan O’Reilly, Corey Perry, Carey Price, Alex Pietrangelo, Steven Stamkos, John Tavares, Joe Thornton, Jonathan Toews, Marc-Édouard Vlasic, Shea Weber Cheftrainer: Mike Babcock Assistenztrainer: Claude Julien, Bill Peters, Joel Quenneville, Barry Trotz |

| 2. Platz Team Europa | Pierre-Édouard Bellemare, Mikkel Bødker, Zdeno Chára, Leon Draisaitl, Christian Ehrhoff, Marián Gáborík, Thomas Greiss, Philipp Grubauer, Jaroslav Halák, Jannik Hansen, Marián Hossa, Roman Josi, Anže Kopitar, Nino Niederreiter, Frans Nielsen, Tobias Rieder, Luca Sbisa, Dennis Seidenberg, Andrej Sekera, Mark Streit, Tomáš Tatar, Thomas Vanek, Mats Zuccarello Cheftrainer: Ralph Krueger Assistenztrainer: Paul Maurice, Brad Shaw |

## Auszeichnungen
Als Most Valuable Player des Turniers wurde der kanadische Stürmer Sidney Crosby ausgezeichnet. Crosby erzielte im Turnierverlauf in sechs Spielen drei Tore und bereitete sieben weitere vor, sodass er mit insgesamt zehn Punkten auch die Scorerliste anführte.

## Statistik

### Beste Scorer
Abkürzungen: Sp = Spiele, T = Tore, V = Assists, Pkt = Punkte, +/− = Plus/Minus, SM = Strafminuten; Fett: Turnierbestwert
| Spieler           | Team             | Sp | T | V | Pkt | +/− | SM |
| ----------------- | ---------------- | -- | - | - | --- | --- | -- |
| Sidney Crosby     | Kanada           | 6  | 3 | 7 | 10  | +8  | 0  |
| Brad Marchand     | Kanada           | 6  | 5 | 3 | 8   | +5  | 8  |
| Patrice Bergeron  | Kanada           | 6  | 4 | 3 | 7   | +4  | 2  |
| Jonathan Toews    | Kanada           | 6  | 3 | 2 | 5   | +6  | 0  |
| Johnny Gaudreau   | Team Nordamerika | 3  | 2 | 2 | 4   | +2  | 0  |
| Nicklas Bäckström | Schweden         | 4  | 2 | 2 | 4   | +3  | 2  |
| Matt Duchene      | Kanada           | 6  | 2 | 2 | 4   | +3  | 2  |
| Erik Karlsson     | Schweden         | 4  | 1 | 3 | 4   | +2  | 2  |
| Logan Couture     | Kanada           | 6  | 1 | 3 | 4   | +3  | 0  |
| John Tavares      | Kanada           | 6  | 1 | 3 | 4   | +2  | 0  |
| Mats Zuccarello   | Team Europa      | 6  | 1 | 3 | 4   | +2  | 4  |

### Beste Torhüter
Abkürzungen: Sp = Spiele, S = Siege, Min = Eiszeit (in Minuten), GT = Gegentore, SO = Shutouts, Sv% = gehaltene Schüsse (in %), GTS = Gegentorschnitt; Fett: Turnierbestwert
Es werden nur Torhüter gelistet, die mehr als 33 Prozent der gesamten Spielzeit ihres Teams auf dem Eis standen.
| Spieler          | Team             | Sp | S | Min    | GT | SO | Sv%  | GTS  |
| ---------------- | ---------------- | -- | - | ------ | -- | -- | ---- | ---- |
| Carey Price      | Kanada           | 5  | 5 | 299:52 | 7  | 1  | 95,7 | 1,40 |
| Jaroslav Halák   | Team Europa      | 6  | 3 | 362:08 | 13 | 1  | 94,1 | 2,15 |
| Henrik Lundqvist | Schweden         | 3  | 1 | 187:08 | 7  | 1  | 94,0 | 2,25 |
| John Gibson      | Team Nordamerika | 2  | 1 | 86:08  | 3  | 0  | 93,2 | 2,09 |
| Sergei Bobrowski | Russland         | 4  | 2 | 236:34 | 10 | 1  | 93,0 | 2,53 |